# Sortes-Abc-Rabiete
Sortes-Abc-Rabiete es una localidad y pedanía española perteneciente al municipio de Órgiva, en la provincia de Granada. Está situada en la parte suroccidental de la comarca de la Alpujarra Granadina. Cerca de esta localidad se encuentran los núcleos de Órgiva capital, Las Barreras, Cerro Negro, Bayacas y Cáñar.
El pueblo está compuesto por tres barrios bien definidos: el Pago de Sortes, la Venta Abc y los Altos del Rabiete.

## Demografía
Según el Instituto Nacional de Estadística de España, en el año 2022 Sortes-Abc-Rabiete contaba con 95 habitantes censados, lo que representa el 1,64% de la población total del municipio.

### Evolución de la población
| Gráfica de evolución demográfica de Sortes-Abc-Rabiete entre 2012 y 2022 |
|                                                                          |
| Datos según el nomenclátor publicado por el INE.                         |

## Comunicaciones

### Carreteras
La principal vía de comunicación que transcurre junto a esta localidad es:
| Identificador | Denominación         | Itinerario        |
| ------------- | -------------------- | ----------------- |
| A-4132        | De Órgiva a Trevélez | Órgiva - Trevélez |

Algunas distancias entre Sortes-Abc-Rabiete y otras ciudades:
| Ciudades | Distancia (km) |
| -------- | -------------- |
| Órgiva   | 1              |
| Granada  | 53             |
| Almería  | 133            |
| Jaén     | 144            |
| Murcia   | 340            |